# 彭塔迪卡辛卡
彭塔迪卡辛卡（法語：Penta-di-Casinca，法語發音：[pɛnta di kazinka]）是法国上科西嘉省的一个市镇，属于科尔泰区。

## 地理
彭塔迪卡辛卡（42°28'3"N, 9°27'35"E）面积18.53 平方千米，位于法国上科西嘉省，该省份位于科西嘉北部，后者为地中海西部的一座岛屿，也是法国的一个单一领土集体，位于法国大陆部分的东南面，意大利半島的西面，最临近的地块是撒丁岛。
与彭塔迪卡辛卡接壤的市镇（或旧市镇、城区）包括：波里、索尔博-奥卡尼亚诺。

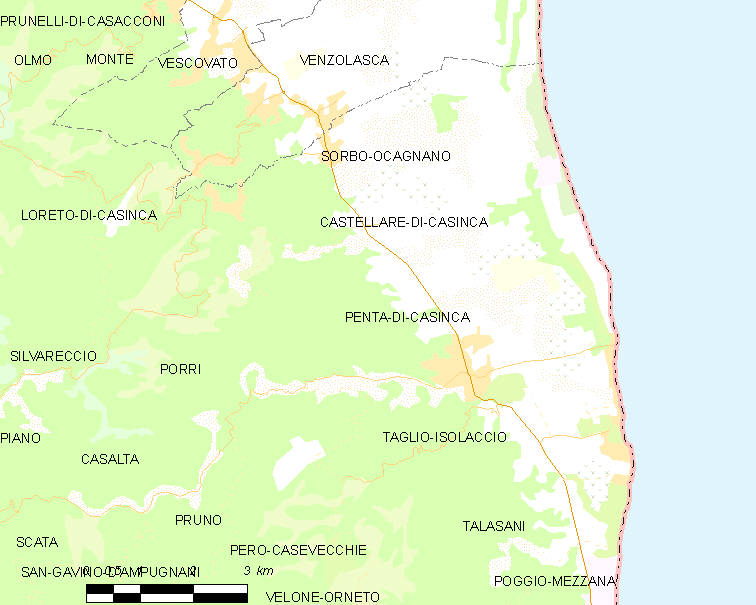
彭塔迪卡辛卡的OSM定位图

彭塔迪卡辛卡的时区为UTC+01:00、UTC+02:00（夏令时）。

## 行政
彭塔迪卡辛卡的邮政编码为20213，INSEE市镇编码为2B207。

## 政治
彭塔迪卡辛卡所属的省级选区为卡辛卡-富马尔托县。

## 人口

1962-2008年间彭塔迪卡辛卡人口变化图示

彭塔迪卡辛卡于2022年1月1日时的人口数量为3523人。